# Ren'ai shashin
Ren'ai shashin (恋愛写真?) è un singolo della cantante idol giapponese Ai Ōtsuka, pubblicato il 25 ottobre 2006.

## Tracce
1. 恋愛写真
2. ハニカミジェーン
3. 羽ありたまご (Live Version)
4. 恋愛写真 (Instrumental)
5. ハニカミジェーン (Instrumental)